# Свидетели Иеговы в нацистской Германии

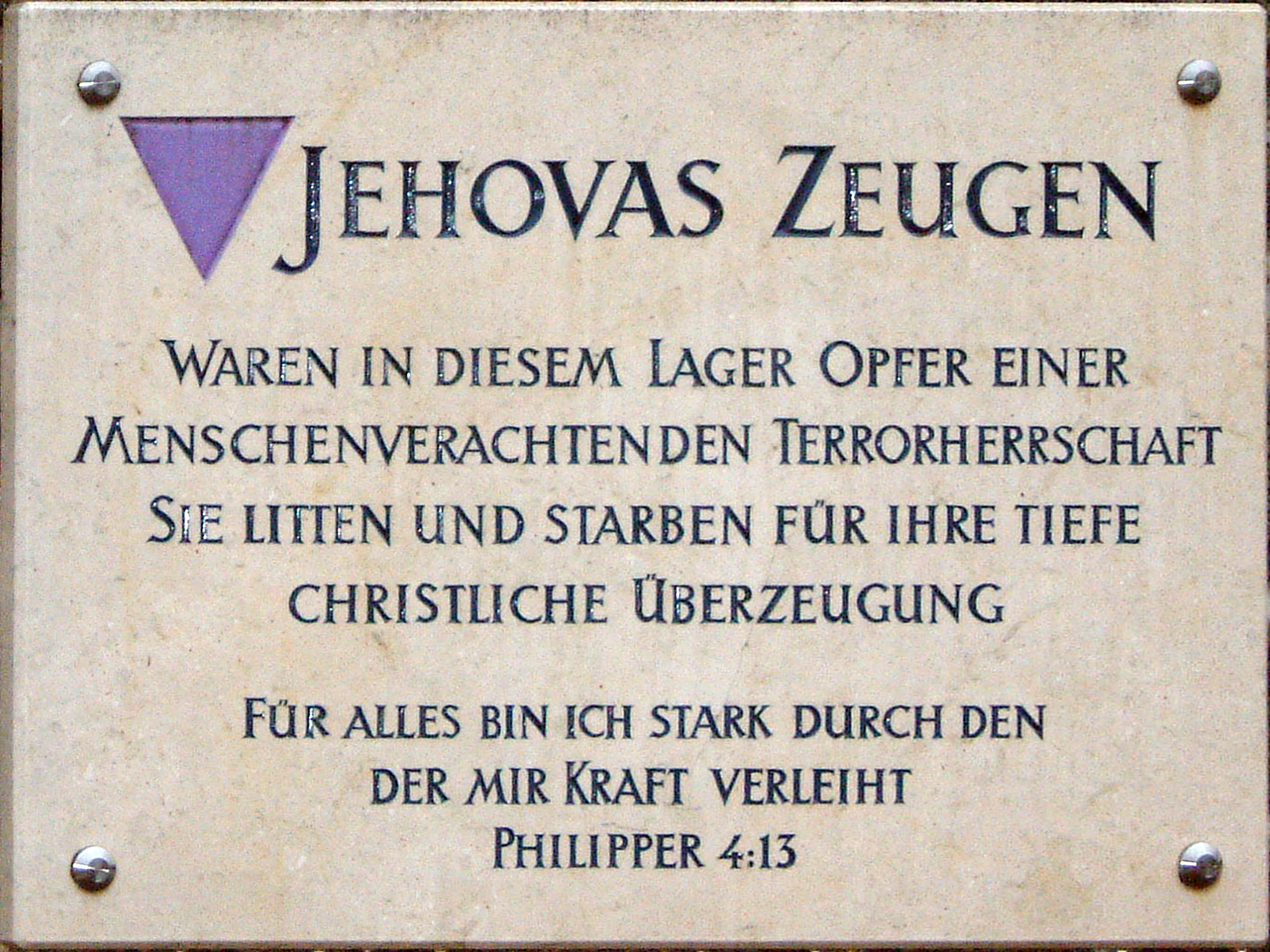
Мемориальная доска в концлагере Маутхаузен

Свиде́тели Иего́вы в наци́стской Герма́нии ввиду своих религиозных взглядов подвергались преследованию. В нацистской Германии 6262 верующих этого религиозного течения были направлены в тюрьмы, 8322 — в концлагеря. По разным данным, всего с 1933 по 1945 год стали жертвами нацизма от 6 до 10 тысяч свидетелей Иеговы.

## Предыстория

### Появление свидетелей Иеговы в Германии
История Исследователей Библии (так до 1931 года назывались свидетели Иеговы) в Германии начинается в 1880-х годах. В 1891 году президент Общества Сторожевой башни Чарльз Рассел во время поездки по Европе посетил и Германию. В 1902 году в Эльберфельде близ Вупперталя был открыт первый офис Исследователей Библии в Германии. В конце Первой мировой войны в стране насчитывалось уже 3868 активных членов этой организации. Чтобы охватить как можно больше людей в своей проповеди, они ездили по всей стране с миссионерскими поездками.

### Начало репрессий
Преследования Исследователей Библии начались ещё во времена Первой мировой войны из-за их антивоенных высказываний. Несмотря на это, в послевоенные годы наблюдался быстрый рост последователей общины: в 1918 году в Германии насчитывалось около 3868 Исследователей Библии, в 1919 году — 5545, в 1926 году — уже 22535 человек.
С 1920-х годов в немецкой прессе нередко писалось, что деятельность Исследователей Библии финансируется евреями или масонами с целью осуществления большевистской революции.

## Приход к власти Гитлера и запрет организации
30 января 1933 года Адольф Гитлер был избран на пост рейхсканцлера Германии. В первые годы по причине ряда обвинений (отказ от нацистского приветствия, отказ от участия в выборах, неучастие в государственных организациях, например, в «Германском трудовом фронте») многие свидетели Иеговы были уволены с работы.
С 1933 года один за другим последовали запреты проведения собраний и проповеднической деятельности свидетелей Иеговы в различных частях Рейха: 13 апреля — в Баварии, 18 апреля — в Саксонии, 19 апреля — в Гессене, 26 апреля — в Тюрингии, 15 мая — в Бадене. Запрет в других землях последовал за ними. Последним стал запрет в Вюртемберге 1 февраля 1934 года. Запрет деятельности организации последовал на основании принятого 28 февраля 1933 года указа о защите народа и государства, который по сути ограничивал свободу слова, прессы и собраний.
24 апреля 1933 года полицией был захвачен и опечатан главный офис Общества Сторожевой башни в Магдебурге, при этом было конфисковано всё находящееся там имущество. Однако вскоре здание и имущество было возвращено. 24 июня 1933 года последовал официальный запрет свидетелей Иеговы в Пруссии — крупнейшей административной единице Третьего рейха. К этому времени в стране насчитывалось уже около 20 тысяч свидетелей Иеговы.
Под видом научного изучения Библии Международная ассоциация Исследователей Библии и связанные с ней организации в устной и письменной форме проводят явную клеветническую кампанию против государства и церкви. Называя оба эти института орудием Сатаны, они подрывают основы национального единства. В своих многочисленных публикациях… они глумятся над государством и церковью, злонамеренно извращая библейские иллюстрации. Их методы борьбы отличаются фанатичным воздействием на их последователей; имея солидные денежные фонды, они набирают силу, чтобы подорвать своей большевистской пропагандой нашу культуру… Поскольку стремления вышеупомянутой Ассоциации находится в резком противоречии с интересами нынешнего государства, его культурными и моральными устоями, естественно, что «международные Исследователи Библии» в соответствии с целями своей борьбы рассматривают национал-христианское государство в период его национального подъема как наиболее типичного врага, против которого они и направили все свои силы… Ассоциация Исследователей Библии и связанные с ней общества содействуют внедрению коммунизма также в политической сфере и вскоре могут стать пристанищем всевозможных антиправительственных элементов… Поэтому, чтобы противостоять подрывной деятельности и поддержать общественный порядок и безопасность, необходимо ликвидировать Ассоциацию в целях защиты граждан и государства.
Церкви Германии встретили запрет свидетелей Иеговы с благодарностью и активным содействием. 9 июня 1933 года в Берлине состоялось совместное совещание представителей рейхсминистерств и гестапо — с одной стороны, и представителей евангелической и католической церквей Германии — с другой. Целью совещания стало обсуждение дальнейшего плана действий, направленных против свидетелей Иеговы в Пруссии. Католический каноник Пионтек (нем. Piontek) просил о принятии «строгих государственных мер» против сообщества. Старший консисторский советник Евангелической церкви Фишер (нем. Fischer) высказывался об опасности, которую несут свидетели Иеговы для немецкого народа, и говорил о необходимости церквям «бороться с ними собственными методами». Через две недели последовал официальный запрет деятельности свидетелей Иеговы в Пруссии.

## Берлинский конгресс 1933 года

### «Декларация фактов»
25 июня 1933 года в берлинском районе Вильмерсдорф состоялся конгресс, на который съехались более 7 тысяч свидетелей Иеговы со всей Германии. Руководство Общества Сторожевой башни (ОСБ) приняло решение провести кампанию, целью которой было показать Гитлеру, нацистским чиновникам и германской общественности, что свидетели Иеговы не представляют угрозу немецкому народу и государству. На конгрессе была принята резолюция, известная как «Декларация фактов» (нем. Wilmersdorfer Erklärung, англ. Declaration of facts). После конгресса свидетели Иеговы распространили 2,1 миллиона экземпляров «Декларации», в которой, в частности, декларировалось:
- Финансовая независимость ОСБ от «евреев-коммерсантов англо-американской империи», употребляющих свой капитал «для эксплуатации и угнетения людей во многих странах».
- Книги и публикации ОСБ «не представляют никакой опасности для немецкого государства». Так как они в оригинале издаются в США, то их язык соответствует американскому стилю, и лишь поэтому при переводе на немецкий язык они иногда кажутся жёсткими.
- ОСБ не имеет никакого отношения к политике, её единственной целью является обучение Слову Иеговы Бога. ОСБ не преследует цели поиска новых членов или финансового выигрыша.
- ОСБ одобряет и акцентирует те самые высшие идеалы, которых придерживается национальное правительство Рейха.
- ОСБ апеллирует к чувству справедливости руководителя страны и выражает надежду на скорейшую отмену запрета религиозной деятельности и распространения литературы, а также на разрешение не состоять в партии.

### Письмо Гитлеру
Кроме того, Гитлеру из немецкого отделения «Общества Сторожевой башни» было дополнительно отправлено персональное письмо. В письме, в частности, содержалось: 
Кроме того, делегаты пятитысячного конгресса — это зафиксировано в заявлении — пришли к выводу, что немецкие Исследователи Библии борются за высокие цели и идеалы, которые провозгласило национальное правительство Германской империи в области отношений человека и Бога…
На конгрессе было установлено, что отношение немецких Исследователей Библии к национальному правительству Германии свободно от антагонизма, напротив: учитывая чисто религиозные неполитические цели и стремления Исследователей Библии, необходимо сказать, что они (цели) находятся в полном согласии с сегодняшними целями национального правительства Германской империи…
Бруклинский президиум Общества Watch Tower в прошлом и сегодня в значительной степени имеет прогерманскую настроенность. По этой причине в 1918 г. президент Общества и семь членов правления были приговорены в Америке к 80 годам тюремного заключения, поскольку президент отказался использовать возглавляемые им журналы для военной пропаганды против Германии. Эти два журнала — Watch Tower и Bible Student — оставались единственными журналами Америки, которые отказались участвовать в военной пропаганде против Германии и поэтому в ходе войны запрещались и подвергались преследованиям в Америке…
Точно так же президиум нашего Общества в последние месяцы не только отказался принимать участие в распространении измышлений о якобы происходящих в Германии зверствах, но, напротив, придерживается точки зрения, которая также нашла своё отражение в прилагаемом заявлении, что те круги, которые организуют в Америке распространение сведений о якобы происходящих зверствах (евреи-коммерсанты и католики), одновременно являются непреклонными гонителями работы нашего Общества и нашего президиума. Этот и другие содержащиеся в заявлении факты должны послужить опровержением клеветнических утверждений о том, что Исследователи Библии пользуются поддержкой евреев…
Письмо было подписано Паулем Бальцерейтом, главой немецких Исследователей Библии и, как предполагает историк Детлеф Гарбе, было написано им же. Оно было отправлено Гитлеру, вместе с «Декларацией фактов», 26 июня 1933 года, на следующий день после конгресса в Вильмерсдорфе. В 1935 году Бальцерейт был исключён из организации и подвергнут со стороны нового руководства резкой критике за приспособленчество к нацистской власти.

### Оспаривание нейтралитета
Позиция нейтралитета свидетелей Иеговы во времена национал-социализма оспаривается немецким богословом Фридрихом Вильгельмом Хааком в связи с письмом Гитлеру из центрального отделения ОСБ в Германии, которое, по мнению некоторых критиков, свидетельствует об обращении свидетелей Иеговы к нацистскому правительству с целью сотрудничества и поддержки режима. Так, канадский профессор истории Джеймс Пентон пишет об антисемитских настроениях среди германских свидетелей Иеговы и их взаимопонимании с нацистскими властями. Макс Либстер, еврей по национальности и свидетель Иеговы, пишет, что Бибельфоршер (свидетели Иеговы) помогли ему выжить в концлагере.
Однако Детлеф Гарбе, директор мемориала «Нойенгамме», полагает, что данные обвинения сфабрикованы в конце 1960-х годов восточногерманским Штази с целью дискредитации свидетелей Иеговы.
Как отмечает доктор Габриеле Йонан из Свободного Университета Берлина, вместо обращения «фюрер» и нацистского приветствия, которые противоречат убеждениям свидетелей Иеговы, в «Декларации фактов» и других обращениях используются обычные выражения вежливости к должностным лицам: «с заверениями в совершеннейшем к Вам почтении», «глубокоуважаемый господин рейхсканцлер», в отличие от других церквей, которые в то время обычно использовали обращение «фюрер» и нацистское приветствие.

## До начала войны

### Деятельность под запретом

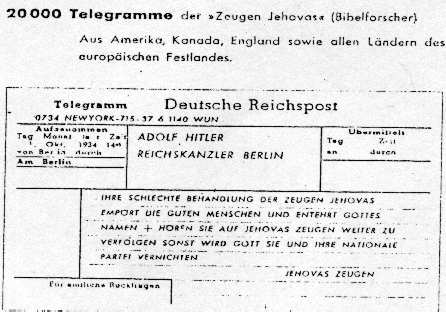
Гитлеру были отправлены тысячи телеграмм от свидетелей Иеговы со всего мира

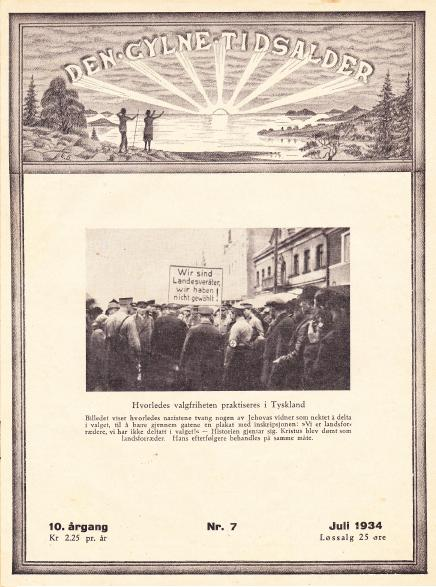
Журнал «Золотой век» за июль 1934 на датском языке. Статья о преследовании немецких свидетелей Иеговы за неучастие в выборах 12 ноября 1933 года. На фото: SA ведёт свидетелей Иеговы по улице, заставив нести плакат: «Мы предатели родины — мы не участвуем в выборах!»

Несмотря на официальный запрет, многие члены организации продолжали свою миссионерскую деятельность. 7 октября 1934 года каждое собрание свидетелей Иеговы в Германии направило правительству телеграмму со словами о том, что законы Рейха противоречат Законам Бога, и свидетели Иеговы намерены следовать Божьим законам, так как, согласно Библии, законы Бога превыше законов человека. Кроме того, со всего мира от свидетелей Иеговы из других стран Гитлеру было направлено несколько тысяч телеграмм, призывающих прекратить преследование немецких свидетелей Иеговы: «Ваше плохое обращение со свидетелями Иеговы возмущает людей и позорит имя Бога. Прекратите преследовать свидетелей Иеговы, иначе Бог уничтожит Вас и всю Вашу партию!». Возмущённый Гитлер пообещал уничтожить «это отродье» в Германии.
На этом завершился период переговоров. За деятельностью запрещённой организации стала следить полиция, начались судебные преследования. Однако юридические ошибки во время судебных процессов, а также настойчивость юристов на закреплённой в Веймарской конституции свободе вероисповедания, а также факт принадлежности к США «Общества Сторожевой башни» позволяли первое время вводить в замешательство судебные органы.
23 января 1935 года вышел указ Министерства внутренних дел Пруссии, согласно которому постанавливалось увольнение свидетелей Иеговы с государственной службы, а также с промышленных предприятий.
Судьи, полиция и гестапо вновь получили специальные распоряжения об опасности, исходящей от свидетелей Иеговы. Юристы были особо проинформированы через указания и публикации в юридических журналах о том, какие приговоры следует выносить в отношении «Исследователей Библии». Позже, 24 июня 1936 года, в гестапо создаётся специальный отряд («зондеркоммандо») для борьбы со свидетелями Иеговы.
Проведение проповедования по обычному для свидетелей Иеговы методу «от дома к дому» становилось всё более опасным. Однако несмотря на запрет, они продолжали свою деятельность в небольших группах, находясь при этом в постоянной готовности покинуть территорию в случае прибытия Гестапо. Литературу больше было невозможно издавать в Германии, поэтому она тайком провозилась из-за границы и нелегально размножалась подручными средствами. Собрания были уменьшены до 5-7 человек, чтобы не привлекать внимания.
Свидетели Иеговы рассматривались как неблагонадёжные. Их выгоняли с работы, лишали статуса госслужащих (нем. Beamtenstatus). Пенсии, социальное обеспечение, пособия по безработице были до пределов сокращены или вовсе отменены. Свидетели Иеговы представлялись асоциальными элементами, для которых более не предоставлялась государственная поддержка.
Национал-социалисты проводили широкую пропаганду в обществе по разоблачению «еврейско-пацифистской секты». В частности, нацисты распространяли информацию о том, что свидетели Иеговы обожествляют Сталина как представителя Иеговы на Земле.

### Волна арестов

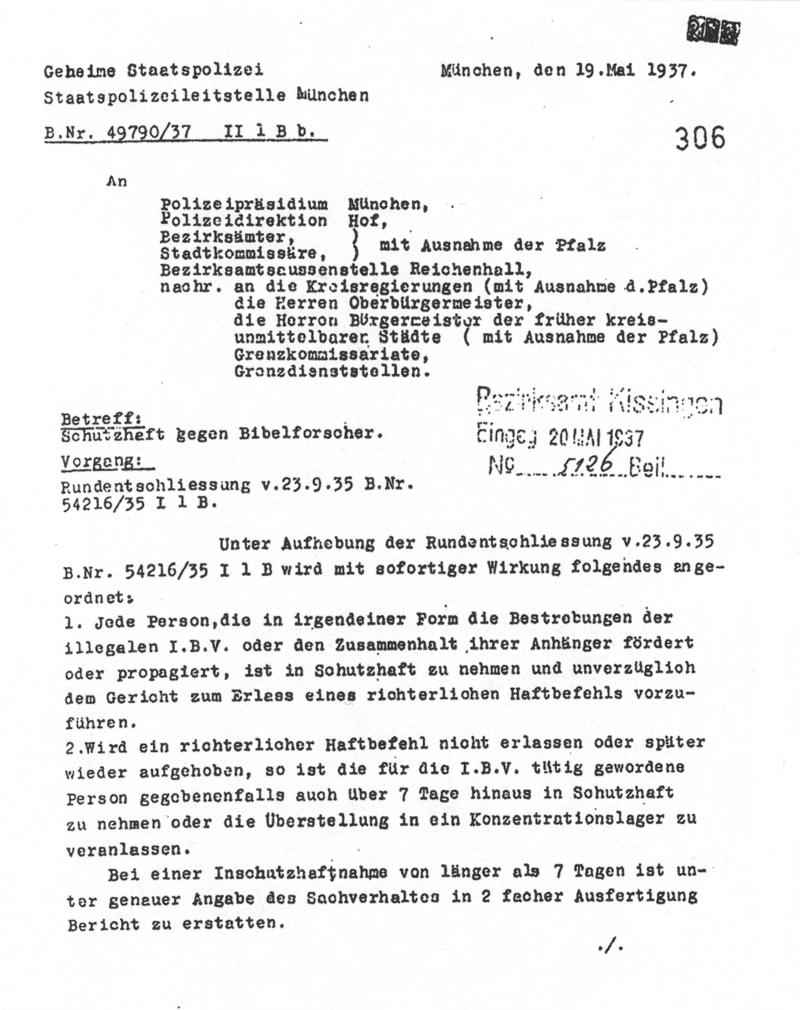
Указ гестапо требует защитного ареста свидетелей Иеговы в случае, если суд не даёт распоряжения о взятии под обычный арест

10 мая 1935 года был арестован и направлен в концлагерь Заксенхаузен владелец издательства, выпускавшего журнал «Золотой век» (ныне журнал «Пробудитесь!»), — Пауль Бальцерайт (нем. Paul Balzereit). С Бальцерайта началась череда арестов руководства Общества Исследователей Библии. Его преемник, Фриц Винклер (нем. Fritz Winkler) был взят под арест в первую волну арестов (август-сентябрь 1936 года). Его преемник Эрих Фрост (нем. Erich Frost) был арестован 21 марта 1937 года — во вторую волну. Генрих Дичи (нем. Heinrich Dietschi), который уже заранее был определён следующим преемником, но даже ещё не успел вступить в должность, был арестован в третью волну (август-сентябрь 1937 года). В результате таких арестов многие руководящие посты в Организации (например, руководство собраниями) стали занимать женщины, что не совсем обычно для свидетелей Иеговы.
В своём изложении истории нацистских тюрем периода 1933—1939 годов Dr Nikolaus Wachsmann отмечает более суровое отношение судов того периода к религиозно-мотивированному отказу от приспособленчества к нацистскому режиму, когда такой отказ исходил от свидетелей Иеговы, — в то время как среди представителей Католической и Протестантских церквей число осуждённых оставалось довольно малым. Свидетели Иеговы отказывались признавать притязания Гитлера и нацистов на тотальный контроль над обществом, а на агрессию со стороны штурмовиков SA и полиции отвечали нарастающей критикой режима и сопротивлением в форме распространения листовок. В 1936 и 1937 годах быстро возросло число дел Свидетелей, рассматриваемых в «специальных судах», особенно в Саксонии, где этих верующих было больше, и где в 1937 году в одном из таких судов число дел по свидетелям Иеговы достигло 60 %. Вильгельм Кроне из Министерства юстиции Рейха, считая свидетелей Иеговы мятежниками, подчёркивал в том же году, что суды дают им максимальные сроки недостаточно часто. Как пишет Wachsmann, свидетели Иеговы, находясь в заключении, часто продолжали своё противостояние нацистскому режиму, возможно даже более открыто, чем любая другая группа заключённых.
С 5 августа 1937 года в действие вступал указ гестапо о «защитных арестах». С введением практики защитных арестов начался новый этап в преследовании врагов национал-социализма. С введением этой меры была предпринята первая попытка проверки на верность государству. Лица, совершившие небольшие правонарушения, могли подписать особое обязательство (нем. Verpflichtungserklärung), после чего они были бы прощены, избавлены от превентивного ареста и отпущены на свободу под надзор.

### Концентрационные лагеря

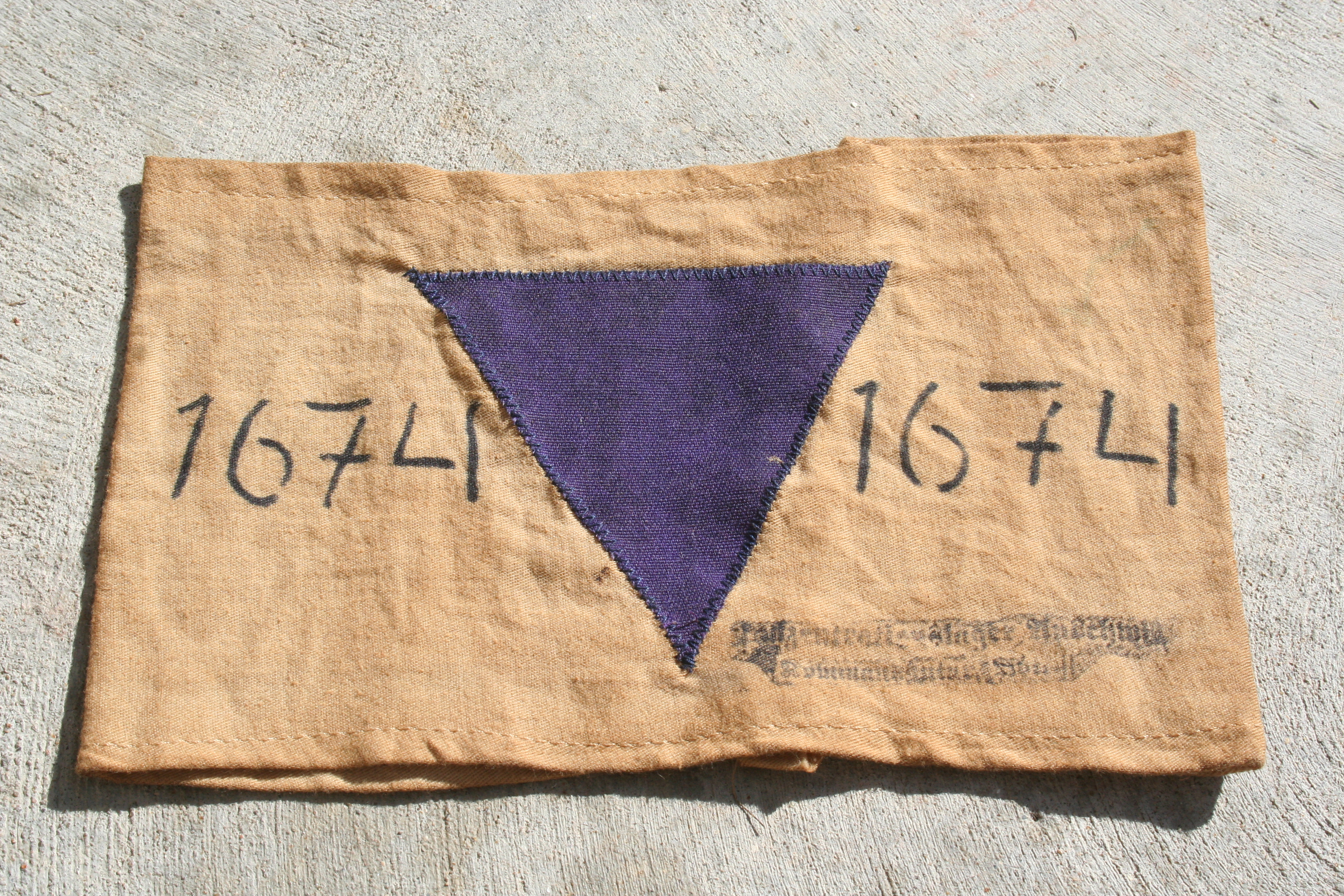
Пометка заключённых свидетелей Иеговы в концентрационных лагерях

Первые немногочисленные группы свидетелей Иеговы были направлены в концлагеря ещё в 1935 году. В лагере эта группа заключённых помечалась синими кругами на одежде. С 1937 года свидетелей Иеговы стали направлять в концентрационные лагеря в рамках защитных арестов. С 1938 года вводится специальная пометка для всех заключённых с использованием цветовых кодов. С этого времени группа Исследователей Библии — на нацистском жаргоне «БиФо» (от немецкого Bibelforscher — «Исследователь Библии») — куда входили в основном свидетели Иеговы, а также представители других религиозных меньшинств, была помечена лиловым треугольником.

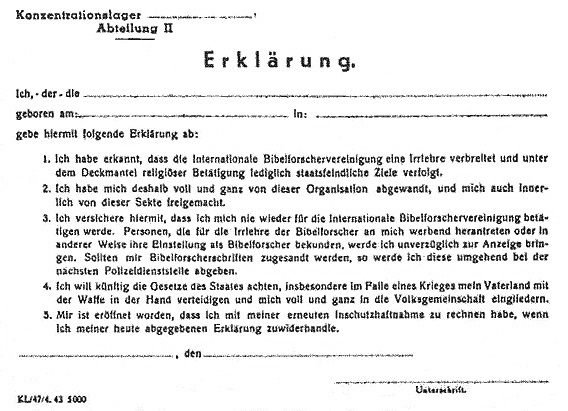
Подписав отречение от своего учения, свидетели Иеговы могли освободиться из заключения

Форма отречения свидетелей Иеговы от своих убеждений (немецкий оригинал справа), требуемая властями:

Концентрационный лагерь ......................................

Отдел II
ЗАЯВЛЕНИЕ
Я ............................................................................

род. ......................... в .............................................

настоящим заявляю следующее:
1. Я признаю, что Международная ассоциация Исследователей Библии распространяет ересь и, прикрываясь религиозной деятельностью, лишь преследует враждебные государству цели.
2. Посему я целиком и полностью отхожу от этой организации, а также внутренне освобождаюсь от этой секты.
3. Настоящим я подтверждаю, что никогда больше не буду служить в Международной ассоциации Исследователей Библии. Я незамедлительно донесу о тех, кто на словах обращается ко мне за ересью Исследователей Библии или иным образом выражает свою позицию как Исследователь Библии. Если мне пришлют публикации Исследователей Библии, я незамедлительно передам их в ближайший полицейский участок.
4. Я намереваюсь впредь чтить законы государства, особенно в случае войны, защищать свое отечество с оружием в руках и целиком и полностью влиться в национальное сообщество.
5. Я уведомлен, что могу ожидать повторного взятия под стражу, если поступлю вопреки заявлению, которое я сделал сегодня.

Место ....................................., дата .....................

............................................................. (подпись)

| Годы      | Общее количество | ▼ Полити- ческие | ▼ Свидетели Иеговы | ▼ Гомо- сексуалы |
| --------- | ---------------- | ---------------- | ------------------ | ---------------- |
| 1938      | 11 028           | 3982             | 476                | 27               |
| 1939      | 11 807           | 4042             | 405                | 46               |
| 1940      | 7440             | 2865             | 299                | 11               |
| 1941      | 7911             | 3255             | 253                | 51               |
| 1942      | 9571             | 5433             | 238                | 74               |
| 1943      | 37 319           | 25 146           | 279                | 169              |
| 1944      | 63 048           | 47 982           | 303                | 189              |
| янв. 1945 | 80 297           | 53 372           | 302                | 194              |
| фев. 1945 | 80 232           | 54 710           | 311                | 89               |

В довоенное время свидетели Иеговы составляли значительную часть «обитателей» концлагерей. Немецкий историк Детлеф Гарбе предполагает, что до Второй мировой войны их число составляло от 5 до 10 % всех узников немецких концлагерей. В 1938 году свидетели Иеговы выпустили книгу «Крестовый поход против христианства», в которой сообщалось об ужасах нацистского террора. К этому времени уже более 6 тысяч свидетелей Иеговы находились в заключении в тюрьмах или лагерях.

По утверждению психолога Эриха Фромма, послушные и исполнительные свидетели Иеговы в некоторых случаях назначались административными помощниками или старшими по группе, которые добросовестно выполняли вверенные им обязанности, не прибегая к насилию и оскорблениям в отношении других заключённых:
…Иеговисты, как правило, были людьми достаточно ограниченными и стремились только к одному — обратить других в свою веру. В остальном же они были хорошими товарищами, надёжными, воспитанными и всегда готовыми прийти на помощь. Они почти не вступали в споры и ссоры, были примерными работниками, и потому из них нередко выбирали надзирателей, и тогда они добросовестно подгоняли заключённых и настаивали, чтобы те выполняли работу качественно и в срок. Они никогда не оскорбляли других заключённых, всегда были вежливы, и всё равно эсэсовцы предпочитали их в качестве старших за трудолюбие, ловкость и сдержанность.

По воспоминаниям княжны Марии Васильчиковой («Берлинский дневник 1940—1945»), имели место отказы свидетелей Иеговы помогать другим узникам участвовать в политической деятельности:
Убирали камеры, разносили еду и раздавали бритвенные приборы вспомогательный персонал из евреев, других политических заключенных или членов секты «Свидетели Иеговы». За исключением последних, которые в силу своей этики неучастия чаще всего отказывались помогать товарищам по несчастью, эти люди часто были единственным связующим звеном между заключенными и внешним миром.

## Вторая мировая война

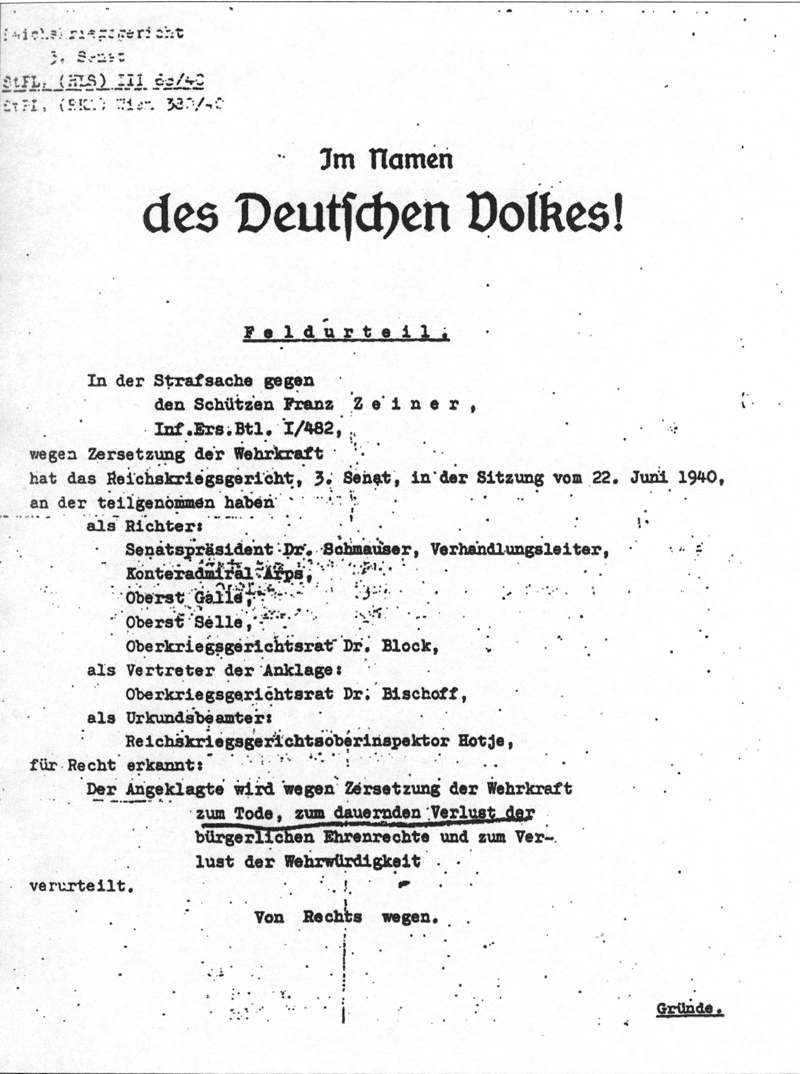
Смертный приговор за отказ несения военной службы

С вторжения в Польшу 1 сентября 1939 года началась Вторая мировая война. При этом вступало в силу чрезвычайное уголовное право периода войны от 17 августа 1938 года.
Ещё с 1936 года свидетели Иеговы представали перед военным судом (нем. Wehrmachtsgericht) за отказ нести военную службу. Тогда они обычно приговаривались к тюремному заключению на срок от 1 до 2 лет лишения свободы. С введением военного положения и вступлением в силу чрезвычайного уголовного права отказ от военной службы карался смертной казнью.
Принять присягу Гитлеру для свидетелей Иеговы означало изменить своей вере, не принять — пойти на смерть. Ни физическая неспособность к военной службе, ни психическая невменяемость, ни готовность нести любую другую альтернативную службу не могли им помочь. Наказание было одним: «смерть и потеря навечно гражданских прав». Известны случаи, когда за отказ от военной службы был казнён свидетель Иеговы, который, вообще говоря, даже не мог служить по состоянию здоровья.
Смертного приговора можно было избежать, приняв присягу фюреру. При этом мужчин отправляли в штрафные батальоны на самые опасные участки фронта.

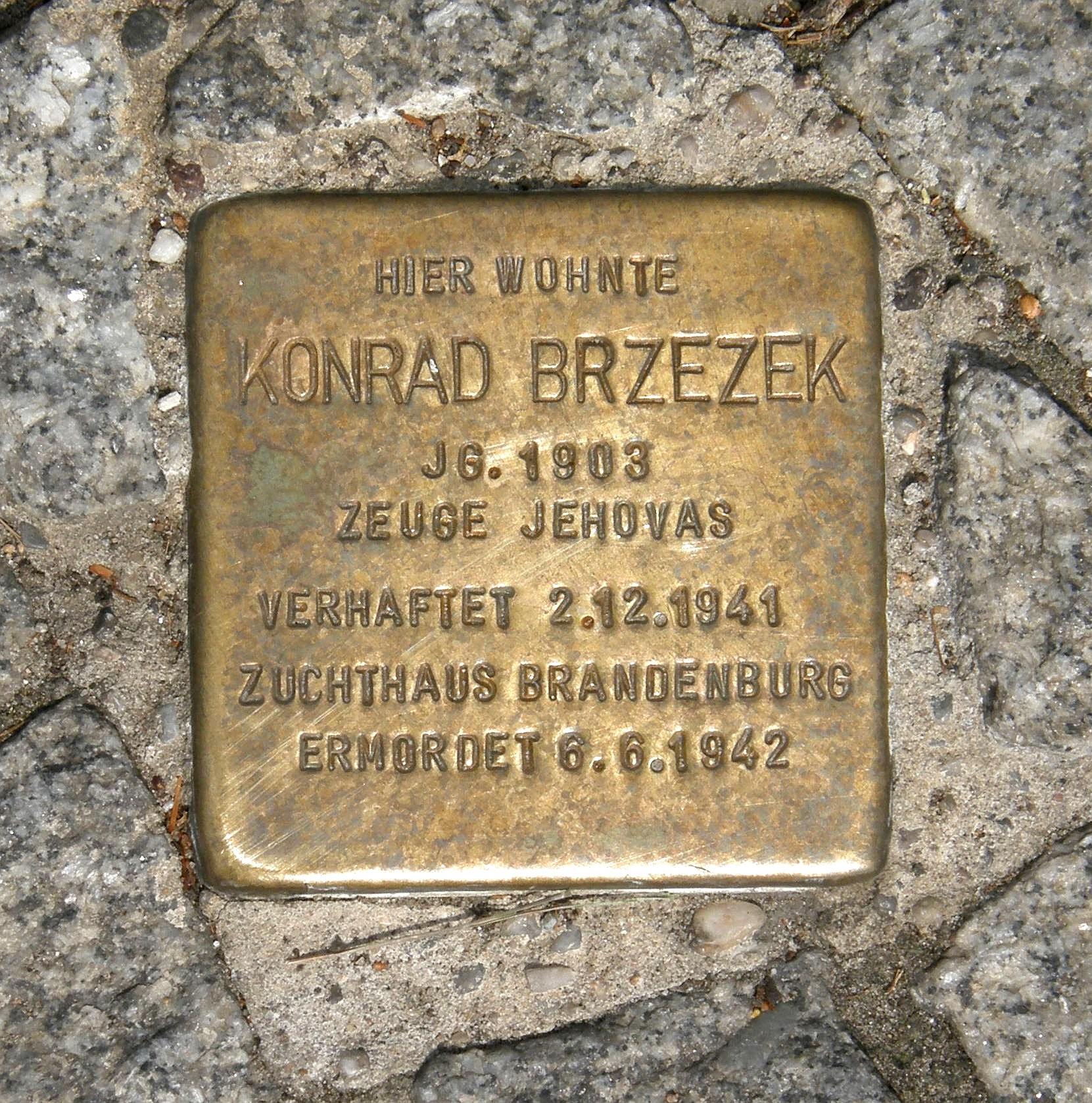
Мемориальный камень в память о жертве — свидетеле Иеговы

Первым казнённым свидетелем Иеговы стал 29-летний Август Дикманн. Он был арестован гестаповцами в октябре 1936 г. и доставлен в концлагерь Заксенхаузен. С началом войны ему пришла повестка по его старому адресу проживания. Повестку в концлагерь Августу принесла его жена. Август отказался подписывать документ о призыве (нем. Wehrpass). За отказ он был публично расстрелян 15 сентября 1939 года перед другими свидетелями Иеговы, находящимися в лагере.
В 1942 году Гитлер требовал полного истребления «Исследователей Библии», но несмотря на это с 1942 года отношение к ним в концлагерях относительно улучшается — вместо полного истребления им находится несколько другое применение. С тех пор, как в лагеря стали поступать иностранные заключённые, а немецкие заключённые большей частью были призваны в Вермахт, лагерное руководство обратило внимание на немецких свидетелей Иеговы, до сих пор практически не задействованных в лагерном самоуправлении. Личные качества этих верующих, их трудолюбие и добросовестность, а также самоотречение от участия в политике и власти и их несклонность к интригам и побегу делали их в глазах лагерного управления очень полезными.
Под влиянием своего личного врача, финского медика Феликса Керстена, уважавшего свидетелей Иеговы, рейхсфюрер СС Генрих Гиммлер рассматривал возможность использования идеологии и вероучений свидетелей Иеговы для подавления национально-патриотических настроений на оккупированных территориях на востоке (Рейхскомиссариат Остланд). Данная информация была опубликована в «Ежегоднике Свидетелей Иеговы» за 1974 год, в журнале «Пробудитесь!» от 22 апреля 1993 года, книге «Несломленная воля» Бернарда Раммерсторфера, посвящённой биографии старейшего из оставшихся в живых на тот момент (2009 год) бывших узников нацистских концлагерей, 104-летнего свидетеля Иеговы Леопольда Энглейтнера (её презентация на русском языке состоялась 19-20 сентября 2009 года в Москве).
В числе документальных материалов представлено исследование «Геополитические планы Гиммлера относительно послевоенного использования Свидетелей Иеговы», в которой, в частности, сообщается:
Несмотря на то, что поначалу рейхсфюрер СС Генрих Гиммлер требовал особо жестокого обхождения со Свидетелями Иеговы, в ходе войны его отношение к ним кардинально переменилось. На имевшего диплом экономиста-аграрника Гиммлера произвело сильное впечатление их добросовестное отношение к труду. Это видно из письма, посланного им 26 июня 1943 года одному фермеру из Верхней Баварии, содержавшего предложение использовать Свидетелей Иеговы для сбора урожая… Его очаровывала сила их веры, о чём он не раз говорил. Эти высоко ценившиеся Гиммлером особенности Свидетелей стали для него основой нелепой идеи об использовании их в его послевоенных геополитических планах. Гиммлер ошибочно полагал, что в последующие годы Германия сможет завоевать огромные территории России. В датированном 21 июля 1944 года письме к возглавлявшему Главное управление имперской безопасности обергруппенфюреру СС Эрнсту Кальтенбруннеру Гиммлер изложил свои представления о том, каким образом можно будет установить контроль над Россией и поддерживать в ней должный порядок:
Любые мысли о введении какой-либо разновидности национал-социализма были бы безумием. Но каждому народу необходима религия или идеология. Сохранить и поддерживать православную церковь неразумно, поскольку она снова обратится в организацию национального единства. Столь же неразумным было бы дать возможность обосноваться там католической церкви. Тут и говорить особенно не о чем… Нам необходимо поддерживать те формы религии и группы, которые действуют на людей умиротворяюще. Для всех тюркских народностей в этом смысле был бы полезен буддизм. Для остальных — учение Свидетелей Иеговы. Как Вам, вероятно, известно, Свидетели Иеговы обладают следующими невероятно ценными для нас качествами: несмотря на то, что они отказываются нести воинскую службу и исполнять любую работу, связанную с войной, они являются сильными противниками евреев, а также католической церкви и Папы. Кроме того, они на редкость реалистичны, не пьют и не курят, очень усердны и честны и всегда выполняют свои обещания… Сверх того, они великолепно умеют ухаживать за скотом и работать на фермах. Они не стремятся к богатству и приобретению имущества. Это противоречит их взглядам на вечную жизнь. Всё это — качества идеальные, вообще, можно сказать, что воистину верующие, идеалистически настроенные Свидетели Иеговы обладают, подобно меннонитам, весьма желательными для нас характеристиками…
Тем не менее, идеи рейхсфюрера очевидно не нашли поддержки у высшего руководства нацистов,  и свидетели Иеговы продолжали оставаться узниками концентрационных лагерей вплоть до 1945 года, когда они были освобождены войсками союзников по антигитлеровской коалиции.
Репрессии, которые обрушились на свидетелей Иеговы во время господства нацистов в Германии, подробно освещаются Музеем Холокоста в Вашингтоне.

## Статистика
Согласно «Ежегоднику Свидетелей Иеговы за 1974 год», за период правления Гитлера 1687 свидетелей Иеговы потеряли свою работу, 284 — свой бизнес, 829 — были лишены пенсий, 129 — земельных участков, 735 — собственных квартир; около 860 детей были забраны у родителей, являющихся свидетелями Иеговы. Конфискация имущества была предусмотрена в некоторых случаях при аресте или помещении заключённого в концлагерь.
За 12 лет с 1933 по 1945 год было арестовано (в тюрьмы или лагеря) около 11 300 немецких и иностранных свидетелей Иеговы. Кроме этого, более 2 100 свидетелей Иеговы подвергались другим формам преследований — денежным штрафам, лишениям пенсий и т. п. 950 немецких и 540 иностранных свидетелей Иеговы были убиты, казнены или умерли в заключении. Из этих 1490 человек более 250 были казнены за отказ от несения военной службы. Так как исследования не завершены, эти цифры могут быть неоднократно пересмотрены.

## Современное положение свидетелей Иеговы в Германии
В 1990 году свидетели Иеговы в Германии, имея, по собственным оценкам, 192 тыс. членов, стали добиваться статуса «публично-правовой корпорации». По решению Федерального конституционного суда такой статус был им предоставлен в земле Берлин в 2000 году. По состоянию на 2009 г. после 18 лет судебных разбирательств немецкая община свидетелей Иеговы получила наивысший юридический уровень публично-правовой корпорации в 12 федеральных землях из 16. В результате организация получила права собирать церковный налог и проводить уроки религии в публичных школах, однако, по сообщению представителя организации Вернера Рудтке, этими правами они не воспользуются, так как «Свидетели Иеговы и дальше будут финансировать себя сами за счёт добровольных пожертвований […], а религиозное образование детей будет осуществляться дома и в собраниях». К 2017 году свидетелям Иеговы был предоставлен статус публично-правовой корпорации во всех землях Германии.